# Parafia Matki Bożej Częstochowskiej w Gliniku Zaborowskim
Parafia Matki Bożej Częstochowskiej w Gliniku Zaborowskim – parafia rzymskokatolicka znajdująca się w diecezji rzeszowskiej w dekanacie Strzyżów. Erygowana w 1986 roku.